# 東川町立第四小学校
東川町立第四小学校（ひがしがわちょうりつだいよんしょうがっこう）は、かつて北海道東川町にあった小学校。
校舎は現存し、北の住まい設計社が使用している。

## 沿革
- 1913年(大正2年)　開校
- 1987年(昭和62年)　児童数減少により廃校。
- 2006年(平成18年)　体育館焼失

## 周囲
- 周囲は、農村地帯である。

## 交通
- 町営バス